# Qualifications aux épreuves de boxe aux Jeux olympiques d'été de 2024
Pour un article plus général, voir Boxe aux Jeux olympiques d'été de 2024.
Cet article détaille la phase de qualification aux épreuves de boxe anglaise des Jeux olympiques d'été de 2024 qui se tiennent en France du 27 juillet au 10 août 2024.

## Critères de qualification
L'édition de Paris 2024 propose 248 places de quota pour la boxe anglaise, soit environ quarante de moins que lors de l'édition précédente à Tokyo en 2020. Chaque comité national olympique ne pourra envoyer qu'un seul boxeur dans chacune des treize catégories de poids (sept pour les hommes et six pour les femmes).
En juin 2022, le Comité international olympique a retiré à l'Association internationale de boxe amateur le droit d'organiser le tournoi en raison de « problèmes d'irrégularités persistants dans les domaines de la finance, de la gouvernance, de l'éthique, de l'arbitrage et du jugement ». En conséquence, la commission exécutive du CIO a établi et ratifié un nouveau système de qualification pour Paris 2024 simplifiant ainsi le processus.
La période de qualification débute avec cinq évènements continentaux à la mi-2023 : le Tournoi africain de qualification à Dakar, les Jeux asiatiques à Hangzhou, les Jeux européens à Cracovie, les Jeux du Pacifique à Honiara et les Jeux panaméricains à Santiago. Ces événements délivrent ainsi un total de 139 places aux boxeurs les mieux classés dans chaque catégorie de poids. Après la phase continentale, le reste du quota sera décidé lors de deux tournois mondiaux de qualification organisés  au cours du premier semestre 2024, offrant ainsi des places supplémentaires aux boxeurs éligibles les mieux classés dans chaque catégorie,.
La France, en tant que pays hôte, dispose d'un maximum de six places de quota, réparties équitablement entre hommes et femmes dans leurs catégories de poids respectives. De plus, neuf places (quatre pour les hommes et cinq pour les femmes) seront attribuées aux comités nationaux éligibles afin de respecter le principe d'universalité. La France ayant obtenu un total de sept places de quota (trois pour les hommes et quatre pour les femmes) aux Jeux européens de 2023, les places octroyées au pays hôte inutilisées seront redistribuées aux boxeurs les mieux classés lors du deuxième tournoi mondial de qualification.

### Épreuves qualificatives
| Compétition                                    | Date                        | Lieu                  |
| ---------------------------------------------- | --------------------------- | --------------------- |
| Jeux européens de 2023                         | 23 juin-2 juillet 2023      | Nowy Targ, Pologne    |
| Tournoi de qualification olympique africain    | 9-15 septembre 2023         | Dakar, Sénégal        |
| Jeux asiatiques de 2022                        | 24 septembre-5 octobre 2023 | Hangzhou, Chine       |
| Jeux panaméricains de 2023                     | 19-27 octobre 2023          | Santiago, Azerbaïdjan |
| Jeux du Pacifique de 2023                      | 28 novembre-2 décembre 2023 | Honiara, Îles Salomon |
| Tournoi de qualification olympique mondial n°1 | 3-11 mars 2024              | Busto Arsizio, Italie |
| Tournoi de qualification olympique mondial n°2 | 23 mai-3 juin 2024          | Bangkok, Thaïlande    |

### Répartition des quotas
| CNO                              | Hommes | Hommes | Hommes  | Hommes | Hommes | Hommes | Hommes | Femmes | Femmes | Femmes | Femmes | Femmes | Femmes | Total    |
| CNO                              | 51 kg  | 57 kg  | 63,5 kg | 71 kg  | 80 kg  | 92 kg  | +92 kg | 50 kg  | 54 kg  | 57 kg  | 60 kg  | 66 kg  | 75 kg  | Athlètes |
| -------------------------------- | ------ | ------ | ------- | ------ | ------ | ------ | ------ | ------ | ------ | ------ | ------ | ------ | ------ | -------- |
| Algérie                          |        |        | Oui     |        |        |        | Oui    | Oui    |        |        | Oui    | Oui    |        | 5        |
| Allemagne                        |        |        |         |        |        |        | Oui    | Oui    |        |        |        |        |        | 2        |
| Arménie                          |        |        |         |        |        |        | Oui    |        |        |        |        |        |        | 1        |
| Australie                        | Oui    | Oui    | Oui     | Oui    | Oui    |        | Oui    | Oui    | Oui    | Oui    | Oui    | Oui    | Oui    | 12       |
| Azerbaïdjan                      | Oui    |        | Oui     |        | Oui    | Oui    | Oui    |        |        |        |        |        |        | 5        |
| Belgique                         |        | Oui    |         |        |        | Oui    |        |        |        |        |        | Oui    |        | 3        |
| Brésil                           | Oui    | Oui    |         |        | Oui    | Oui    | Oui    | Oui    | Oui    | Oui    | Oui    | Oui    |        | 10       |
| Bulgarie                         |        | Oui    | Oui     | Oui    |        |        |        |        | Oui    | Oui    |        |        |        | 5        |
| Canada                           |        |        | Oui     |        |        |        |        |        |        |        |        |        | Oui    | 2        |
| Cap-Vert                         | Oui    |        |         |        |        |        |        |        |        |        |        |        |        | 1        |
| Chine                            |        |        |         |        | Oui    | Oui    |        | Oui    | Oui    | Oui    | Oui    | Oui    | Oui    | 8        |
| Colombie                         |        | Oui    |         |        |        |        |        | Oui    | Oui    | Oui    | Oui    |        |        | 5        |
| Corée du Nord                    |        |        |         |        |        |        |        |        | Oui    |        | Oui    |        |        | 2        |
| Corée du Sud                     |        |        |         |        |        |        |        |        | Oui    |        | Oui    |        |        | 2        |
| Croatie                          |        |        |         |        | Oui    |        |        |        |        |        |        |        |        | 1        |
| Cuba                             | Oui    | Oui    | Oui     |        | Oui    | Oui    |        |        |        |        |        |        |        | 5        |
| Danemark                         |        |        |         | Oui    |        |        |        |        |        |        |        |        |        | 1        |
| Égypte                           |        |        |         | Oui    | Oui    |        |        |        | Oui    |        |        |        |        | 3        |
| Équateur                         |        |        |         | Oui    |        |        | Oui    |        |        |        | Oui    |        |        | 3        |
| Équipe olympique des réfugiés    | Oui    |        |         |        |        |        |        |        |        |        |        |        | Oui    | 2        |
| Espagne                          | Oui    | Oui    | Oui     |        |        | Oui    | Oui    | Oui    |        |        |        |        |        | 6        |
| États-Unis                       | Oui    | Oui    |         | Oui    |        |        | Oui    | Oui    |        | Oui    | Oui    | Oui    |        | 8        |
| Finlande                         |        |        |         |        |        |        |        | Oui    |        |        |        |        |        | 1        |
| France                           | Oui    |        | Oui     | Oui    |        |        | Oui    | Oui    |        | Oui    | Oui    |        | Oui    | 8        |
| Géorgie                          |        |        | Oui     |        |        | Oui    |        |        |        |        |        |        |        | 2        |
| Grande-Bretagne                  |        |        |         | Oui    |        | Oui    | Oui    |        | Oui    |        |        | Oui    | Oui    | 6        |
| Hongrie                          |        |        | Oui     |        | Oui    |        |        |        |        |        |        | Oui    |        | 3        |
| Inde                             | Oui    |        |         | Oui    |        |        |        | Oui    | Oui    | Oui    |        |        | Oui    | 6        |
| Irlande                          |        | Oui    | Oui     | Oui    |        | Oui    |        | Oui    | Oui    | Oui    | Oui    | Oui    | Oui    | 10       |
| Italie                           |        |        |         |        | Oui    | Oui    | Oui    | Oui    | Oui    | Oui    | Oui    | Oui    |        | 8        |
| Japon                            |        | Oui    |         | Oui    |        |        |        |        |        |        |        |        |        | 2        |
| Jordanie                         |        |        | Oui     | Oui    | Oui    |        |        |        |        |        |        |        |        | 3        |
| Kazakhstan                       | Oui    | Oui    | Oui     | Oui    | Oui    | Oui    | Oui    | Oui    |        | Oui    |        |        | Oui    | 10       |
| Kirghizistan                     |        | Oui    |         |        |        |        |        |        |        |        |        |        |        | 1        |
| Kosovo                           |        |        |         |        |        |        |        |        |        |        | Oui    |        |        | 1        |
| Maroc                            |        |        |         |        |        |        |        | Oui    | Oui    |        |        |        | Oui    | 3        |
| Mexique                          |        |        | Oui     | Oui    |        |        |        | Oui    |        |        |        |        | Oui    | 4        |
| Mongolie                         |        |        |         |        |        |        |        | Oui    | Oui    |        |        |        |        | 2        |
| Mozambique                       |        |        |         |        |        |        |        |        |        |        |        | Oui    |        | 1        |
| Nigeria                          |        | Oui    |         |        |        | Oui    |        |        |        |        | Oui    |        |        | 3        |
| Norvège                          |        |        |         |        |        |        | Oui    |        |        |        |        |        | Oui    | 2        |
| Ouzbékistan                      | Oui    | Oui    | Oui     | Oui    | Oui    | Oui    | Oui    | Oui    | Oui    | Oui    |        | Oui    |        | 11       |
| Panama                           |        |        |         |        |        |        |        |        |        |        |        |        | Oui    | 1        |
| Pays-Bas                         |        |        |         |        |        |        |        |        |        |        | Oui    |        |        | 1        |
| Philippine                       |        | Oui    |         |        | Oui    |        |        | Oui    |        | Oui    |        |        | Oui    | 5        |
| Pologne                          |        |        |         | Oui    |        | Oui    |        |        |        | Oui    |        | Oui    | Oui    | 5        |
| Porto Rico                       | Oui    |        |         |        |        |        |        |        |        | Oui    |        |        |        | 2        |
| République démocratique du Congo |        |        |         |        |        |        |        |        |        | Oui    |        | Oui    |        | 2        |
| République dominicaine           | Oui    |        |         |        | Oui    |        |        |        |        |        |        | Oui    |        | 3        |
| Roumanie                         |        |        |         |        |        |        |        |        | Oui    |        |        |        |        | 1        |
| Samoa                            |        |        |         |        |        | Oui    |        |        |        |        |        |        |        | 1        |
| Serbie                           |        |        |         | Oui    |        |        |        |        | Oui    |        | Oui    |        |        | 3        |
| Slovaquie                        |        |        |         |        |        |        |        |        |        |        |        | Oui    |        | 1        |
| Suède                            |        | Oui    |         |        |        |        |        |        |        |        | Oui    |        |        | 2        |
| Tadjikistan                      |        |        | Oui     |        |        | Oui    |        |        |        | Oui    |        |        |        | 3        |
| Taipei chinois                   |        |        | Oui     | Oui    |        |        |        |        | Oui    | Oui    | Oui    | Oui    |        | 6        |
| Thaïlande                        | Oui    |        | Oui     |        | Oui    |        |        | Oui    | Oui    |        | Oui    | Oui    | Oui    | 8        |
| Ukraine                          |        | Oui    |         |        | Oui    |        | Oui    |        |        |        |        |        |        | 3        |
| Tunisie                          |        |        |         |        |        |        |        |        |        | Oui    |        |        |        | 1        |
| Turquie                          | Oui    |        |         | Oui    | Oui    |        |        | Oui    | Oui    | Oui    | Oui    | Oui    |        | 8        |
| Venezuela                        |        |        | Oui     |        |        |        |        |        |        | Oui    |        |        |        | 2        |
| Viêt Nam                         |        |        |         |        |        |        |        |        | Oui    |        | Oui    |        |        | 2        |
| Zambie                           | Oui    |        |         |        |        |        |        |        |        |        |        |        |        | 1        |
| Total : 63 CNO                   | 17     | 17     | 19      | 19     | 17     | 16     | 16     | 21     | 21     | 21     | 21     | 19     | 16     | 240      |

## Épreuves masculines

### Moins de51kg
| Épreuve qualificative                          | Nombre d'athlètes | Nations                                | Boxeurs qualifiés                                                    |
| ---------------------------------------------- | ----------------- | -------------------------------------- | -------------------------------------------------------------------- |
| Jeux européens de 2023                         | 2                 | France Turquie                         | Billal Bennama Samet Gümüş                                           |
| Tournoi de qualification olympique africain    | 1                 | Zambie                                 | Patrick Chinyemba                                                    |
| Jeux asiatiques de 2022                        | 2                 | Thaïlande Oubékistan                   | Thitisan Panmot Hasanboy Dusmatov                                    |
| Jeux panaméricains de 2023                     | 2                 | République dominicaine Brésil          | Junior Alcántara Michael Trindade                                    |
| Jeux du Pacifique de 2023                      | 1                 | Australie                              | Yusuf Chothia                                                        |
| Tournoi de qualification olympique mondial n°1 | 4                 | Cuba Azerbaïdjan Porto Rico Kazakhstan | Alejandro Claro Nijat Huseynov Juanma López Saken Bibossinov         |
| Tournoi de qualification olympique mondial n°2 | 4                 | Espagne États-Unis Cap-Vert Inde       | Rafael Lozano Serrano Roscoe Hill Daniel Varela de Pina Amit Panghal |
| Invitation                                     | 1                 | Équipe olympique des réfugiés          | Omid Ahmadisafa                                                      |
| Total                                          | 17                |                                        |                                                                      |

### Moins de57kg
| Épreuve qualificative                          | Nombre d'athlètes | Nations                            | Boxeurs qualifiés                                              |
| ---------------------------------------------- | ----------------- | ---------------------------------- | -------------------------------------------------------------- |
| Pays hôte                                      | 0                 | NC                                 |                                                                |
| Jeux européens de 2023                         | 4                 | Bulgarie Suède Belgique Espagne    | Javier Ibáñez Díaz Nebil Ibrahim Vasile Usturoi José Quiles    |
| Tournoi de qualification olympique africain    | 1                 | Nigeria                            | Dolapo Omole                                                   |
| Jeux asiatiques de 2022                        | 2                 | Ouzbékistan Japon                  | Abdulmalik Khalokov Shudai Harada                              |
| Jeux panaméricains de 2023                     | 2                 | États-Unis Cuba                    | Jahmal Harvey Saidel Horta                                     |
| Jeux du Pacifique de 2023                      | 1                 | Australie                          | Charlie Senior                                                 |
| Tournoi de qualification olympique mondial n°1 | 4                 | Kazakhstan Colombie Irlande Brésil | Makhmud Sabyrkhan Yilmar González Jude Gallagher Luiz Oliveira |
| Tournoi de qualification olympique mondial n°2 | 3                 | Ukraine Philippine Kirghizistan    | Aider Abduraimov Carlo Paalam Munarbek Seiitbek Uulu           |
| Universalité                                   | 1                 |                                    |                                                                |
| Total                                          | 18                |                                    |                                                                |

### Moins de63,5kg
| Épreuve qualificative                          | Nombre d'athlètes | Nations                                      | Boxeurs qualifiés                                                                       |
| ---------------------------------------------- | ----------------- | -------------------------------------------- | --------------------------------------------------------------------------------------- |
| Pays hôte                                      | 0                 | NC                                           |                                                                                         |
| Jeux européens de 2023                         | 4                 | Irlande France Géorgie Hongrie               | Dean Clancy Sofiane Oumiha Lasha Guruli Richárd Kovács                                  |
| Tournoi de qualification olympique africain    | 1                 | Algérie                                      | Jugurtha Ait Bekka                                                                      |
| Jeux asiatiques de 2022                        | 2                 | Taipei chinois Mongolie Thaïlande            | Lai Chu-en Baatarsükhiin Chinzorig Bunjong Sinsiri                                      |
| Jeux panaméricains de 2023                     | 2                 | Canada Mexique                               | Wyatt Sanford Miguel Ángel Ramírez                                                      |
| Jeux du Pacifique de 2023                      | 1                 | Australie                                    | Harry Garside                                                                           |
| Tournoi de qualification olympique mondial n°1 | 4                 | Venezuela Jordanie Ouzbékistan Tadjikistan   | Jesús Cova Obada Al-Kasbeh Ruslan Abdullaev Bakhodur Usmonov                            |
| Tournoi de qualification olympique mondial n°2 | 5                 | Bulgarie Espagne Cuba Azerbaïdjan Kazakhstan | Radoslav Rosenov Oier Ibarreche Erislandy Álvarez Malik Hasanov Bazarbay Mukhammedsabyr |
| Universalité                                   | 1                 |                                              |                                                                                         |
| Total                                          | 20                |                                              |                                                                                         |

### Moins de71kg
| Épreuve qualificative                          | Nombre d'athlètes | Nations                                       | Boxeurs qualifiés                                                          |
| ---------------------------------------------- | ----------------- | --------------------------------------------- | -------------------------------------------------------------------------- |
| Pays hôte                                      | 0                 | NC                                            |                                                                            |
| Jeux européens de 2023                         | 4                 | France Danemark Turquie Serbie                | Makan Traoré Nikolai Terteryan Tuğrulhan Erdemir Vahid Abasov              |
| Tournoi de qualification olympique africain    | 1                 | Égypte                                        | Omar Elawady                                                               |
| Jeux asiatiques de 2022                        | 2                 | Taipei chinois Japon                          | Kan Chia-wei Sewon Okazawa                                                 |
| Jeux panaméricains de 2023                     | 2                 | Mexique Équateur                              | Marco Verde José Rodríguez Tenorio                                         |
| Jeux du Pacifique de 2023                      | 1                 | Australie                                     | Shannan Davey                                                              |
| Tournoi de qualification olympique mondial n°1 | 4                 | Bulgarie Ouzbékistan Kazakhstan États-Unis    | Rami Mofid Kiwan Asadkhuja Muydinkhujaev Aslanbek Shymbergenov Omari Jones |
| Tournoi de qualification olympique mondial n°2 | 5                 | Inde Grande-Bretagne Jordanie Pologne Irlande | Nishant Dev Lewis Richardson Zeyad Ishaish Damian Durkacz Aidan Walsh      |
| Universalité                                   | 1                 |                                               |                                                                            |
| Total                                          | 20                |                                               |                                                                            |

### Moins de80kg
| Épreuve qualificative                          | Nombre d'athlètes | Nations                                   | Boxeurs qualifiés                                                           |
| ---------------------------------------------- | ----------------- | ----------------------------------------- | --------------------------------------------------------------------------- |
| Pays hôte                                      | 0                 | NC                                        |                                                                             |
| Jeux européens de 2023                         | 4                 | Italie Ukraine Croatie Azerbaïdjan        | Salvatore Cavallaro Oleksandr Khyzhniak Gabrijel Veočić Murad Allahverdiyev |
| Tournoi de qualification olympique africain    | 1                 | Égypte                                    | Abdelrahman Oraby                                                           |
| Jeux asiatiques de 2022                        | 2                 | Chine Philippine                          | Toqtarbek Tanatqan Eumir Marcial                                            |
| Jeux panaméricains de 2023                     | 2                 | Cuba Brésil                               | Arlen López Wanderley Pereira                                               |
| Jeux du Pacifique de 2023                      | 1                 | Australie                                 | Callum Peters                                                               |
| Tournoi de qualification olympique mondial n°1 | 4                 | Kazakhstan Turquie Ouzbékistan Hongrie    | Nurbek Oralbay Kaan Aykutsun Turabek Khabibullaev Pylyp Akilov              |
| Tournoi de qualification olympique mondial n°2 | 3                 | République dominicaine Thaïlande Jordanie | Cristian Pinales Weerapon Jongjoho Hussein Iashaish                         |
| Universalité                                   | 1                 |                                           |                                                                             |
| Total                                          | 18                |                                           |                                                                             |

### Moins de92kg
| Épreuve qualificative                          | Nombre d'athlètes | Nations                                        | Boxeurs qualifiés                                                          |
| ---------------------------------------------- | ----------------- | ---------------------------------------------- | -------------------------------------------------------------------------- |
| Jeux européens de 2023                         | 2                 | Irlande Italie                                 | Jack Marley Aziz Abbes Mouhiidine                                          |
| Tournoi de qualification olympique africain    | 1                 | Nigeria                                        | Olaitan Olaore                                                             |
| Jeux asiatiques de 2022                        | 2                 | Chine Tadjikistan                              | Han Xuezhen Davlat Boltaev                                                 |
| Jeux panaméricains de 2023                     | 2                 | Brésil Cuba                                    | Keno Machado Julio César de la Cruz                                        |
| Jeux du Pacifique de 2023                      | 1                 | Samoa                                          | Ato Plodzicki-Faoagali                                                     |
| Tournoi de qualification olympique mondial n°1 | 4                 | Ouzbékistan Espagne Kazakhstan Grande-Bretagne | Lazizbek Mullojonov Enmanuel Reyes Aibek Oralbay Patrick Brown             |
| Tournoi de qualification olympique mondial n°2 | 4                 | Belgique Pologne Azerbaïdjan Géorgie           | Victor Schelstraete Mateusz Bereźnicki Loren Alfonso Georgii Kushitashvili |
| Total                                          | 16                |                                                |                                                                            |

### Plus de92kg
| Épreuve qualificative                          | Nombre d'athlètes | Nations                          | Boxeurs qualifiés                                             |
| ---------------------------------------------- | ----------------- | -------------------------------- | ------------------------------------------------------------- |
| Jeux européens de 2023                         | 2                 | Azerbaïdjan Grande-Bretagne      | Mahammad Abdullayev Delicious Orie                            |
| Tournoi de qualification olympique africain    | 1                 | Algérie                          | Mourad Kadi                                                   |
| Jeux asiatiques de 2022                        | 2                 | Kazakhstan Ouzbékistan           | Kamshybek Kunkabayev Bakhodir Jalolov                         |
| Jeux panaméricains de 2023                     | 2                 | Brésil États-Unis                | Abner Teixeira Joshua Edwards                                 |
| Jeux du Pacifique de 2023                      | 1                 | Australie                        | Teremoana Junior                                              |
| Tournoi de qualification olympique mondial n°1 | 4                 | Italie Allemagne Norvège France  | Diego Lenzi Nelvie Tiafack Omar Shiha Djamili Aboudou Moindze |
| Tournoi de qualification olympique mondial n°2 | 4                 | Équateur Arménie Espagne Norvège | Gerlon Congo Davit Chaloyan Ayoub Ghadfa Dmytro Lovchynskyi   |
| Total                                          | 16                |                                  |                                                               |

## Épreuves féminines

### Moins de50kg
| Épreuve qualificative                          | Nombre d'athlètes | Nations                                    | Boxeuses qualifiées                                               |
| ---------------------------------------------- | ----------------- | ------------------------------------------ | ----------------------------------------------------------------- |
| Pays hôte                                      | 0                 | NC                                         |                                                                   |
| Jeux européens de 2023                         | 4                 | Turquie Italie Espagne France              | Buse Çakıroğlu Giordana Sorrentino Laura Fuertes Wassila Lkhadiri |
| Tournoi de qualification olympique africain    | 2                 | Algérie Maroc                              | Roumaysa Boualam Yasmine Mouttaki                                 |
| Jeux asiatiques de 2022                        | 4                 | Mongolie Chine Thaïlande Inde              | Oyuntsetsegiin Yesügen Wu Yu Chuthamat Raksat Nikhat Zareen       |
| Jeux panaméricains de 2023                     | 2                 | Brésil États-Unis                          | Caroline de Almeida Jennifer Lozano                               |
| Jeux du Pacifique de 2023                      | 1                 | Australie                                  | Monique Suraci                                                    |
| Tournoi de qualification olympique mondial n°1 | 4                 | Allemagne Ouzbékistan Philippines Colombie | Maxi Klötzer Sabina Bobokulova Aira Villegas Ingrit Valencia      |
| Tournoi de qualification olympique mondial n°2 | 4                 | Kazakhstan Irlande Finlande Mexique        | Nazym Kyzaibay Daina Moorehouse Pihla Kaivo-oja Fátima Herrera    |
| Universalité                                   | 1                 |                                            |                                                                   |
| Total                                          | 22                |                                            |                                                                   |

### Moins de54kg
| Épreuve qualificative                          | Nombre d'athlètes | Nations                                      | Boxeuses qualifiées                                                  |
| ---------------------------------------------- | ----------------- | -------------------------------------------- | -------------------------------------------------------------------- |
| Pays hôte                                      | 0                 | NC                                           |                                                                      |
| Jeux européens de 2023                         | 4                 | Grande-Bretagne Bulgarie Roumanie Turquie    | Charley Davison Stanimira Petrova Lenuța Perijoc Hatice Akbaş        |
| Tournoi de qualification olympique africain    | 2                 | Maroc Égypte                                 | Widad Bertal Yomna Ayyad                                             |
| Jeux asiatiques de 2022                        | 4                 | Inde Chine Corée du Nord Ouzbékistan         | Preeti Pawar Chang Yuan Pang Chol-mi Nigina Uktamova                 |
| Jeux panaméricains de 2023                     | 2                 | Colombie Brésil                              | Yeni Arias Tatiana de Jesus                                          |
| Jeux du Pacifique de 2023                      | 1                 | Australie                                    | Tiana Echegaray                                                      |
| Tournoi de qualification olympique mondial n°1 | 4                 | Serbie Thaïlande Italie Viêt Nam             | Sara Ćirković Jutamas Jitpong Sirine Charaabi Võ Thị Kim Ánh         |
| Tournoi de qualification olympique mondial n°2 | 4                 | Mongolie Taipei chinois Irlande Corée du Sud | Möngöntsetsegiin Enkhjargal Huang Hsiao-wen Jennifer Lehane Im Ae-ji |
| Universalité                                   | 1                 |                                              |                                                                      |
| Total                                          | 22                |                                              |                                                                      |

### Moins de57kg
| Épreuve qualificative                          | Nombre d'athlètes | Nations                                                | Boxeuses qualifiées                                                             |
| ---------------------------------------------- | ----------------- | ------------------------------------------------------ | ------------------------------------------------------------------------------- |
| Pays hôte                                      | 0                 | NC                                                     |                                                                                 |
| Jeux européens de 2023                         | 4                 | Bulgarie Italie Irlande France                         | Svetlana Staneva Irma Testa Michaela Walsh Amina Zidani                         |
| Tournoi de qualification olympique africain    | 1                 | Tunisie République démocratique du Congo               | Khouloud Hlimi Moulahi Marcelat Sakobi Matshu                                   |
| Jeux asiatiques de 2022                        | 4                 | Taipei chinois Kazakhstan Tadjikistan Inde Ouzbékistan | Lin Yu-ting Karina Ibragimova Mijgona Samadova Parveen Hooda Sitora Turdibekova |
| Jeux panaméricains de 2023                     | 4                 | Colombie Porto Rico Brésil Venezuela                   | Valeria Arboleda Ashleyann Lozada Jucielen Romeu Omailyn Alcala                 |
| Jeux du Pacifique de 2023                      | 1                 | Australie                                              | Tina Rahimi                                                                     |
| Tournoi de qualification olympique mondial n°1 | 2                 | Philippine Pologne                                     | Nesthy Petecio Julia Szeremeta                                                  |
| Tournoi de qualification olympique mondial n°2 | 4                 | États-Unis Chine Inde Turquie                          | Alyssa Mendoza Xu Zichun Jaismine Lamboria Esra Yıldız                          |
| Universalité                                   | 1                 |                                                        |                                                                                 |
| Total                                          | 22                |                                                        |                                                                                 |

### Moins de60kg
| Épreuve qualificative                          | Nombre d'athlètes | Nations                                      | Boxeuses qualifiés                                                 |
| ---------------------------------------------- | ----------------- | -------------------------------------------- | ------------------------------------------------------------------ |
| Pays hôte                                      | 0                 | NC                                           |                                                                    |
| Jeux européens de 2023                         | 4                 | Irlande France Turquie Serbie                | Kellie Harrington Estelle Mossely Gizem Özer Natalia Shadrina      |
| Tournoi de qualification olympique africain    | 1                 | Algérie Nigeria                              | Hadjila Khelif Cynthia Ogunsemilore                                |
| Jeux asiatiques de 2022                        | 4                 | Thaïlande Corée du Nord Taipei chinois Chine | Thananya Somnuek Won Ung-yong Wu Shih-yi Yang Wenlu                |
| Jeux panaméricains de 2023                     | 4                 | Colombie Équateur États-Unis Brésil          | Angie Valdés María José Palacios Jajaira Gonzalez Beatriz Ferreira |
| Jeux du Pacifique de 2023                      | 1                 | Australie                                    | Tyla McDonald                                                      |
| Tournoi de qualification olympique mondial n°1 | 3                 | Pays-Bas Kosovo Italie                       | Chelsey Heijnen Donjeta Sadiku Alessia Mesiano                     |
| Tournoi de qualification olympique mondial n°2 | 3                 | Suède Corée du Sud Viêt Nam                  | Agnes Alexiusson Oh Yeon-ji Hà Thị Linh                            |
| Universalité                                   | 1                 |                                              |                                                                    |
| Total                                          | 22                |                                              |                                                                    |

### Moins de66kg
| Épreuve qualificative                          | Nombre d'athlètes | Nations                                                        | Boxeuses qualifiées                                                 |
| ---------------------------------------------- | ----------------- | -------------------------------------------------------------- | ------------------------------------------------------------------- |
| Pays hôte                                      | 0                 | NC                                                             |                                                                     |
| Jeux européens de 2023                         | 4                 | Hongrie Belgique Grande-Bretagne Turquie                       | Luca Hámori Oshin Derieuw Rosie Eccles Busenaz Sürmeneli            |
| Tournoi de qualification olympique africain    | 1                 | Mozambique Algérie                                             | Alcinda dos Santos Imane Khelif                                     |
| Jeux asiatiques de 2022                        | 2                 | Chine Thaïlande                                                | Yang Liu Janjaem Suwannapheng                                       |
| Jeux panaméricains de 2023                     | 2                 | États-Unis Brésil                                              | Morelle McCane Barbara Maria dos Santos                             |
| Jeux du Pacifique de 2023                      | 1                 | Australie                                                      | Marissa Williamson                                                  |
| Tournoi de qualification olympique mondial n°1 | 4                 | République dominicaine Taipei chinois Italie Pologne           | María Moronta Chen Nien-chin Angela Carini Aneta Rygielska          |
| Tournoi de qualification olympique mondial n°2 | 4                 | Ouzbékistan Slovaquie République démocratique du Congo Irlande | Navbakhor Khamidova Jessica Triebeľová Brigitte Mbabi Gráinne Walsh |
| Universalité                                   | 1                 |                                                                |                                                                     |
| Total                                          | 20                |                                                                |                                                                     |

### Moins de75kg
| Épreuve qualificative                          | Nombre d'athlètes | Nations                                                       | Boxeuses qualifiées                                              |
| ---------------------------------------------- | ----------------- | ------------------------------------------------------------- | ---------------------------------------------------------------- |
| Jeux européens de 2023                         | 2                 | France Irlande                                                | Davina Michel Aoife O'Rourke                                     |
| Tournoi de qualification olympique africain    | 1                 | Maroc                                                         | Khadija Mardi                                                    |
| Jeux asiatiques de 2022                        | 2                 | Chine Inde                                                    | Li Qian Lovlina Borgohain                                        |
| Jeux panaméricains de 2023                     | 2                 | Canada Panama                                                 | Tammara Thibeault Atheyna Bylon                                  |
| Jeux du Pacifique de 2023                      | 1                 | Australie                                                     | Caitlin Parker                                                   |
| Tournoi de qualification olympique mondial n°1 | 4                 | Équipe olympique des réfugiés Grande-Bretagne Norvège Pologne | Cindy Ngamba Chantelle Reid Sunniva Hofstad Elżbieta Wójcik      |
| Tournoi de qualification olympique mondial n°2 | 4                 | Thaïlande Philippine Kazakhstan Mexique                       | Baison Manikon Hergie Bacyadan Valentina Khalzova Citlalli Ortiz |
| Total                                          | 16                |                                                               |                                                                  |